# Equus hemionus
El asno salvaje euroasiático (Equus hemionus), también llamado hemión u onagro, es una especie de équido hoy restringido a las estepas y montañas más aisladas de Asia, similar al asno doméstico, pero más robusto y de mayor cabeza y tamaño corporal en general que este.

## Etimología
«Hemión» y «onagro» son palabras procedentes del griego que significan, respectivamente, «medio-asno» y «asno salvaje».

## Descripción
Los hemiones se diferencian también de los asnos africanos en el menor tamaño de las orejas y la ausencia de rayas negras en los pies (característica perdida también por la mayoría de los burros domésticos). El color y longitud del pelo varía según los ejemplares y las subespecies, oscilando entre el blanco amarillento y el negro, aunque el leonado es el más frecuente. Su altura en la cruz es de 1,3 m aproximadamente.
Estos animales son bastante veloces, llegando hasta los setenta kilómetros por hora en tramos cortos, y también muy resistentes, capaces de moverse por el desierto a velocidades de más de 20 km/h durante 120 minutos mientras buscan nuevas pozas de agua donde abrevarse y poder alimentarse de hierbas o arbustos. 
Pueden pasar bastante tiempo sin beber, aunque su resistencia es menor que la de otros animales presentes en su mismo hábitat, como el camello bactriano.
Por esta razón, los asnos salvajes asiáticos suelen encontrarse cerca de las acumulaciones de agua que frecuentan, y que no abandonan a menos que sea estrictamente necesario.

## Taxonomía
Debido a lo amplio de su distribución y a la persecución por el ser humano, los asnos euroasiáticos se han ramificado en varias poblaciones que en la actualidad han quedado en su mayoría aisladas debido a su desaparición de muchas regiones, pero que hasta tiempos evolutivamente recientes pertenecían a la misma metapoblación. Las subespecies tienen escasas diferencias externas aunque en algunos casos se ha sugerido su adscripción a nuevas especies, un ejemplo clásico de inflación taxonómica. El kiang era la subespecie que con mayor frecuencia se consideraba una especie aparte pero los últimos estudios han puesto de manifiesto que de hecho es la única población que ha mantenido un flujo genético reciente y a gran escala con otra población, el chigetai de Mongolia. Actualmente el consenso es considerarlas subespecies o meras poblaciones de una misma metapoblación de las que se han nombrado un total de siete:
- El onagro persa o simplemente onagro (considerada aún por varios autores como la subespecie Equus hemionus onager) es la población más conocida y mejor estudiada. Hasta el siglo XIX se encontraba presente en casi toda Persia, pero su distribución se ha reducido tanto que hoy sólo se le encuentra en áreas protegidas del noroeste, centro y sur de Irán sin conectividad entre sí.[5]  Se caracteriza por su pelo leonado muy corto y crines oscuras. La población del norte de Irán (en el área protegida de Touran) presenta un perfil genético intermedio entre el onagro y el kulan y se considera que los animales son híbridos naturales de ambos linajes.[5] El asno salvaje de Anatolia (Equus hemionus anatoliensis)  se consideraba una subespecie aparte distribuida por Asia Menor y zonas colindantes. Las últimas poblaciones de Anatolia se extinguen en torno al año 1700, los estudios genéticos muestran que mantenían flujo genético con la población persa y el hemipo[3]
- El asno salvaje europeo (Equus hemionus hydruntinus) † extinto en Europa 1000 AC, se consideraba una especie aparte hasta que los estudios genéticos han mostrado que formaba parte de la metapoblación eurosiática y que hubo intercambio genético con el onagro persa y el hemipo hasta su extinción.[2][3] Aparece por primera vez en el registro fósil hace unos 600.000 años, en el Pleistoceno Medio, hallándose en yacimientos de toda Europa y suroeste de Asia. Su presencia en Europa se debe probablemente a una expansión desde Asia mediante dos oleadas de migración, una en el periodo interglaciar Günz-Mindel, y otra en el interglaciar Mindel-Riss. Durante el Holoceno, sus poblaciones fueron fragmentándose, debido principalmente a la caza directa y la competencia con el ganado doméstico que siguió a la revolución agrícola.

- El asno salvaje indio (Equus hemionus khur), llamado también khur o ghorkar, es una subespecie de pelaje gris corto que se encuentra en estado crítico, al igual que el onagro. Habita en las llanuras de Pakistán y el noroeste de la India.

- El hemipo o asno salvaje sirio (Equus hemionus hemippus) † era similar al onagro, pero de tamaño más pequeño y pelo más claro. Con una altura de unos 100 cm hasta la cruz, era la subespecie de menor tamaño de los asnos salvajes asiáticos. Presentaba, además, otros rasgos típicos, tales como el perfil nasal, curvado hacia dentro, las orejas de pequeño tamaño y los cascos de borde oscuro. Hasta el siglo XVIII se le podía encontrar en varias zonas de Oriente Próximo, como Siria, Mesopotamia y Arabia, pero declinó rápidamente en el siglo siguiente. Parece ser que el último ejemplar conocido en libertad fue cazado en 1927 cuando bajaba a beber al oasis Al Ghams, cerca del Lago Azrak en Jordania, el último espécimen cautivo murió ese mismo año en el parque zoológico de Schönbrunn en Viena. Fue domesticado - algo único entre los hemiones - durante un breve periodo en Sumer hacia el 2600 a. C., donde se le usó para tirar de los carros.

- El kiang (Equus hemionus kiang) es la subespecie que con más frecuencia se separa del resto en algunas clasificaciones como especie distinta. Es un asno de pelo oscuro y lanoso que vive en las montañas del Tíbet, a veces a grandes alturas no alcanzadas por la mayoría de los ungulados. Es el asno asiático de distribución más grande y uno de los más abundantes, pues se halla en el norte de Pakistán e India, en Nepal y el oeste de China.

- El kulan (Equus hemionus kulan) sobrevive hoy en día en algunos parques zoológicos y reservas protegidas de Turkmenistán. Es probablemente el hemión más amenazado de todos.

- El kulan del Gobi, khulan, o chigetai (Equus hemionus hemionus = Equus hemionus luteus; se consideran sinónimos).[2]forma dos poblaciónes presentes en Mongolia y son las que gozan de mejor salud junto con el kiang con el que han mantenido flujo genético hasta tiempos recientes[2]

## Distribución y hábitat

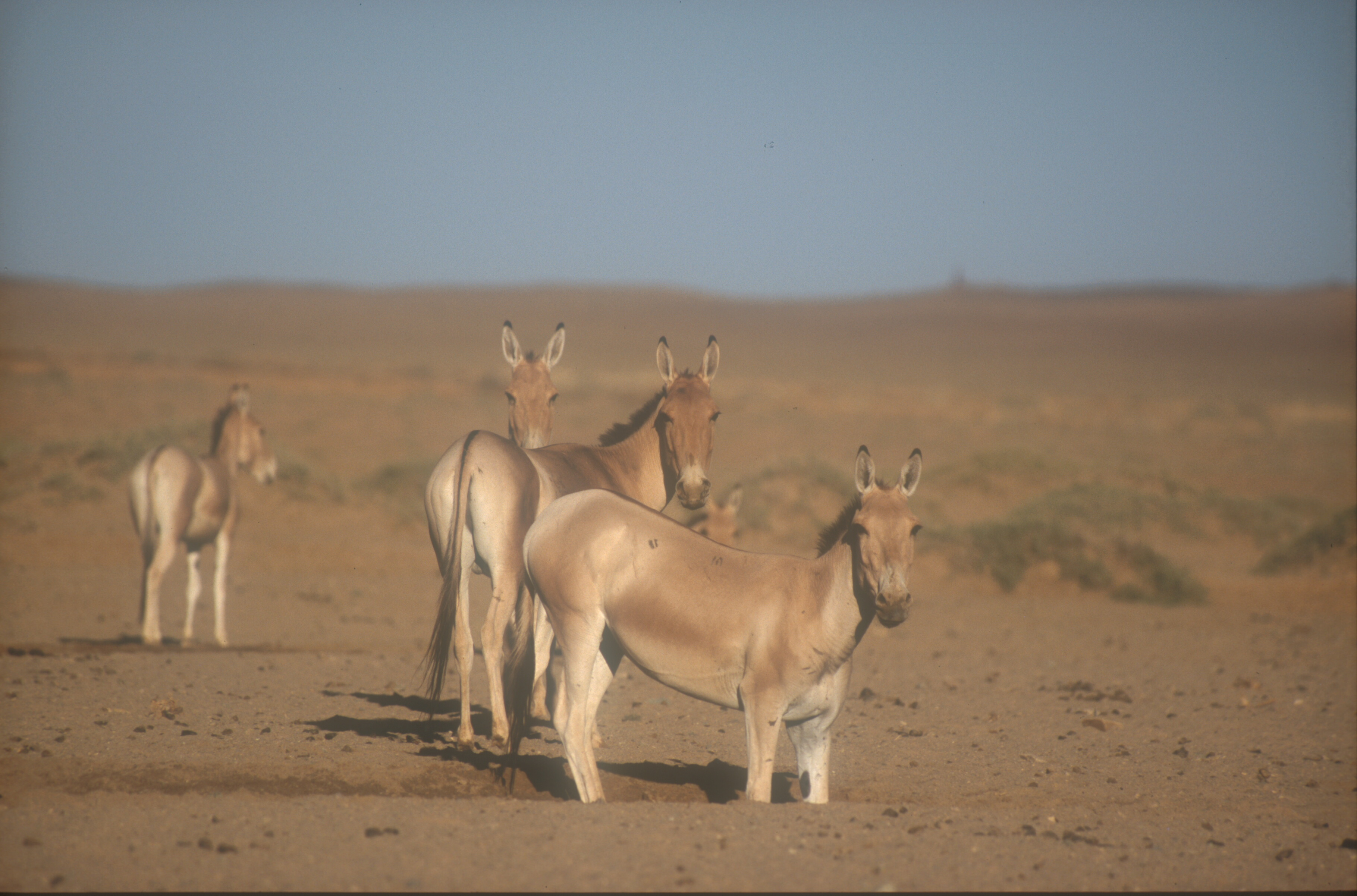
Onagros en el desierto

Hasta el siglo XVIII tenía una distribución prácticamente uniforme que se extendía desde Anatolia y las estepas de Rusia meridional hasta Manchuria, pero en la actualidad se encuentra muy restringido a varias zonas aisladas dispersas por esta área. 

## Comportamiento
Esta especie forma grupos de menos de doce individuos dirigidos por un macho dominante o semental que es el único autorizado a reproducirse y defiende su harén de otros machos adultos. El apareamiento se produce en la estación húmeda y las hembras dan a luz una única cría cada dos años que abandona el grupo al llegar a la madurez, garantizando así el intercambio genético entre las distintas poblaciones.
El onagro cuenta con el lobo y el hombre como únicos enemigos. Este último lo ha cazado desde el Paleolítico por su carne y su piel, además de competir con él por los pastos para sus animales domésticos. Debido a ello, esta especie está en grave peligro de extinción, su distribución fragmentada y con un número de individuos en estado salvaje que apenas ronda los mil.
Los hemiones, a pesar de ser montaraces, son fácilmente domados, puesto que ya se tenía registro de su empleo en la Baja Mesopotamia (3500 a 3000 a. C.).